# بوب دودلي
بوب دودلي (بالإنجليزية: Bob Dudley)‏ هو شخصية أعمال وكبير الإداريين التنفيذيين أمريكي، ولد في 14 سبتمبر 1955 في كوينز في الولايات المتحدة.

## وصلات خارجية
- بوب دودلي على موقع مونزينجر (الألمانية)
- بوب دودلي على موقع إن إن دي بي (الإنجليزية)